# 胸の振子 (薬師丸ひろ子の曲)
「胸の振子」（むねのふりこ）は、薬師丸ひろ子通算9枚目のシングル。1987年10月10日に発売された。発売元は東芝EMI（現・ユニバーサルミュージック）。

## 概要・背景
前作「紳士同盟」から、およそ11か月を置いてのリリースとなったシングル。表題曲「胸の振子」は、東芝カラーテレビ "クリアネスC3" イメージソングとして使用された。
薬師丸と作曲を手掛けた玉置浩二はこの曲が縁で急接近し、リリースの翌年である1988年の秋に交際が発覚、1991年1月にハワイのマウイ島で結婚式を挙げた。人気絶頂の女優とミュージシャンの結婚は、″大物カップル誕生″ と当時大いに世間やマスコミを賑わせた。
″伊達歩″ (だて あゆみ) とは、作家の伊集院静が作詞をする際に用いるペンネームである。

## 収録曲
1. 胸の振子（4分15秒）
作詞: 伊達歩 / 作曲: 玉置浩二 / 編曲: 萩田光雄
2. 二人の帰る場所（4分39秒）
作詞: 伊集院静 / 作曲: さとう宗幸 / 編曲: 萩田光雄